# Шепета
Шепета (лит. Šepeta) — село на западе Аукштайтской возвышенности, в Купишкском районе Паневежского уезда Литвы, в нескольких километрах к юго-востоку от Купишкиса; административный центр Вяльжиского староства (Šepetos seniūnaitija).

## Положение и общая характеристика
Село расположено неподалёку от реки Купа, левого притока Скодиниса. Через село проходит автомагистраль, соединяющая Купишкис и Утену. В селе расположены начальная школа, библиотека, почтовое отделение, медицинский пункт, психоневрологический интернат.
 В окрестностях села расположено Шепетское болото, на территории которого с 1940 года ведется добыча торфа.

## Население
В 1959 году в селе насчитывалось 96 человек.
В 1970 году в селе насчитывалось 468 человек.
В 1979 году в селе насчитывалось 532 человека.
В 1989 году в селе насчитывалось 656 человек.